# Ян Шлаудрафф
Ян Шлаудрафф (нім. Jan Schlaudraff, нар. 18 липня 1983, Вальдбрель) — німецький футболіст, що грав на позиції нападника, зокрема за «Алеманію» (Аахен) і «Ганновер 96», а також за національну збірну Німеччини.

## Клубна кар'єра
Народився 18 липня 1983 року у Вальдбрелі. Вихованець юнацьких команд футбольних клубів «Віссен» та «Гассія» (Бінген). У дорослому футболі дебютував 2001 року виступами за головну команду останнього, в якій провів один сезон, взявши участь у 16 матчах чемпіонату. 
2002 року молодого нападника до свої лав запросила «Боруссія» (Менхенгладбах), в системі якої він протягом наступних 2,5 років грав здебільшого за другу команду, однак також дебютував і в складі головної команди клубу в іграх Бундесліги, взявши участь у 10 іграх на її рівні.
Протягом 2004–2007 років грав за друголігову «Алеманію» (Аахен), звідки перейшов до мюнхенської «Баварії». У складі останньої відіграв сезон 2007/08, за результатами якого команда виграла три головні національні турніри — чемпіонат Німеччини, Кубок країни і Кубок німецької ліги. Утім внесок самого гравця у ці успіхи був мінімальним — він з'явлвся на полі в іграх «Баварії» лише епізодично.
2008 року новим клубом Шлаудраффа став «Ганновер 96», кольори якого він і захищав до завершення ігрової кар'єри у 2015. За сім років провів понад 130 ігор за команду з Ганновера у Бундеслізі, не відзначаючись особливою результативністю.

## Виступи за збірну
2006 року дебютував в офіційних матчах у складі національної збірної Німеччини. Наступного року провів ще дві гри за національну команду.
| Дата      | Місто       | Господарі | Результат | Гості     | Турнір           | Голи | Примітки |
| --------- | ----------- | --------- | --------- | --------- | ---------------- | ---- | -------- |
| 7-10-2006 | Росток      | Німеччина | 2 – 0     | Грузія    | товариський матч | -    | 65'      |
| 7-2-2007  | Дюссельдорф | Німеччина | 3 – 1     | Швейцарія | товариський матч | -    | 83'      |
| 28-3-2007 | Дуйсбург    | Німеччина | 0 – 1     | Данія     | товариський матч | -    | 78'      |
| Усього    |             | Матчів    | 3         |           | Голів            | 0    |          |

## Pro Evolution Soccer
Японський розробник і видавець відеоігор Konami обрав Яна Шлаудраффа для обкладинки відеогри Pro Evolution Soccer 2008 для німецького ринку, на якій він зображений разом із португальським нападником «Манчестер Сіті» Кріштіану Роналду.

## Титули і досягнення
- Чемпіон Німеччини (1):

«Баварія»: 2007/08
- Володар Кубка Німеччини (1):

«Баварія»: 2007/08
- Володар Кубка німецької ліги (1):

«Баварія»: 2007